# Huta Ginjang (Palipi)
Huta Ginjang is een bestuurslaag in het regentschap Samosir van de provincie Noord-Sumatra, Indonesië. Huta Ginjang telt 603 inwoners (volkstelling 2010).